# Gjøvik Olympiske Fjellhall
Die Gjøvik Olympiske Fjellhall (deutsch Olympische Felsenhalle Gjøvik) ist ein Eishockeystadion in der Stadt Gjøvik in der norwegischen Kommune Gjøvik.
Das 5500 Zuschauer fassende Stadion ist Teil des Gebäudekomplexes Fjellhallen, der komplett in einem Felsen erbaut wurde. Der Komplex verfügt neben dem Eishockeystadion auch über ein Schwimmbad. Der Komplex wurde für die Olympischen Winterspiele 1994 gebaut, 1993 eröffnet und kostete 134,6 Millionen Norwegische Kronen. Während der Winterspiele war die Halle Austragungsort von 16 Spielen des Eishockeyturniers. Inzwischen ist es die Heimspielstätte von Gjøvik Hockey. Fjellhallen ist die weltweit größte Höhlenhalle, die für die Öffentlichkeit zugänglich ist.

## Geschichte

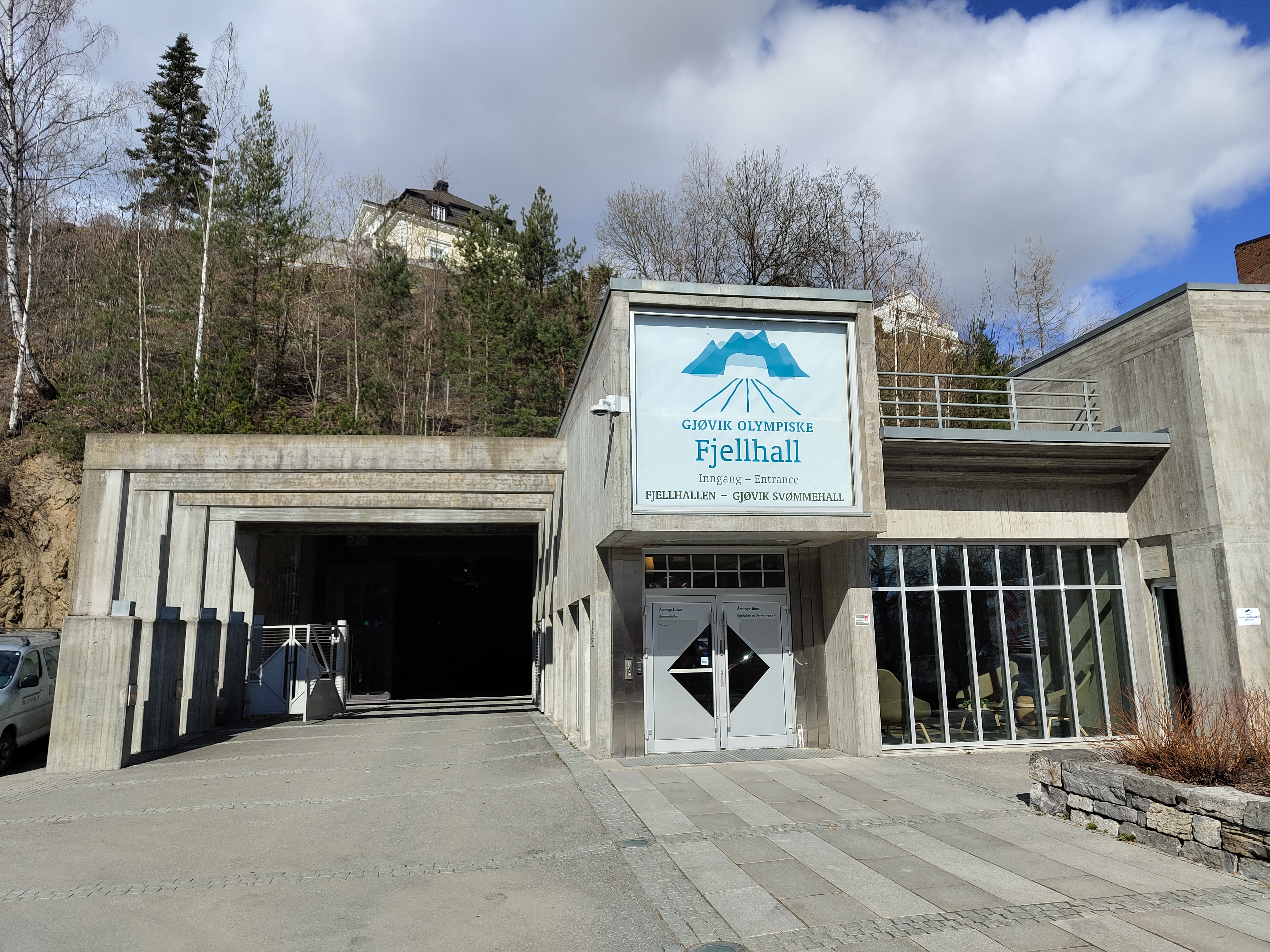
Eingangsbereich (2023)

Im Dezember 1989 stellte das Lillehammer Olympic Organizing Committee (LOOC) einen Budgetplan auf, im April 1990 verabschiedete das norwegische Parlament einen Zuschuss. Im Oktober schlossen das LOOC und die Gemeinde Gjøvik eine Vereinbarung über das Eigentum zu gleichen Teilen. Am 24. Januar 1991 beschloss der Gemeinderat, unterirdisch zu bauen und die Hauptplanung wurde an Fortifikasjon vergeben. Es wurde eine Forschungsgruppe gegründet, die sich mit der Belüftung, der Energieversorgung, der Geologie und dem Brandschutz beschäftigte. Zudem warb die Gruppe für die norwegische Untergrundtechnologie, um diese international zu fördern. Vor den Bauarbeiten wurden Bohrproben entnommen und zur Prüfung an SINTEF und das norwegische Geotechnische Institut geschickt. Das Gestein besteht aus 800 bis 1100 Millionen Jahre altem Gneis, der sich gut für den Bau eignete.
Am 1. April 1991 begannen die Bauarbeiten. Der erste Tunnel wurde 10 Meter unter dem Dach der Höhle angelegt. Die ersten acht Monate wurden ausschließlich Ausgrabungen getätigt. Dabei wurden 140.000 Kubikmeter Gestein in 29.000 LKW-Ladungen abgetragen. Während der Sprengungsarbeiten wurden 170 Tonnen Dynamit verwendet.
Die Halle kostete 134,6 Mio. NOK, wovon 88,5 Mio. NOK von der Regierung bewilligt wurden. Am 6. Mai 1993 wurde die Halle mit einer Show im nationalen Fernsehen, bei der 5.000 Gäste vor Ort waren, eröffnet. Inzwischen befindet sich die Halle vollständig im Besitz der Gemeinde.